# Загойник
Загойник або залізниця (Sideritis) — рід рослин родини глухокропивових.

## Назва
З греки «sideritis» дослівно перекладається — «той, хто зроблений із заліза». Рослина описана ще Діоскоридом та Теофрастом. В англійській (ironwort) та українській мові назва також має стосунок до заліза. За одним припущенням так називали рослини, що могли лікувати рани, нанесені холодною зброєю. За іншим — через те, що чашолисток рослини схоже на наконечник списа.

## Будова
Рослини цього роду переважно невисокі ксерофітні напівчагарники чи трави.

## Поширення та середовище існування
Зростає в горах (вище 1000 м) на кам'янистому ґрунті, або взагалі без ґрунту на камінні.

## Практичне використання
Ця рослина також відома під назвою «чай пастухів» чи «гірський чай». Популярний трав'яний чай у Туреччині, Греції, Албанії, Косово, Сербії, Іспанії та Македонії.

## Галерея

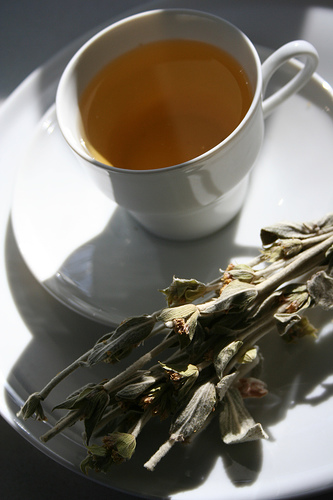
Чай з рослини
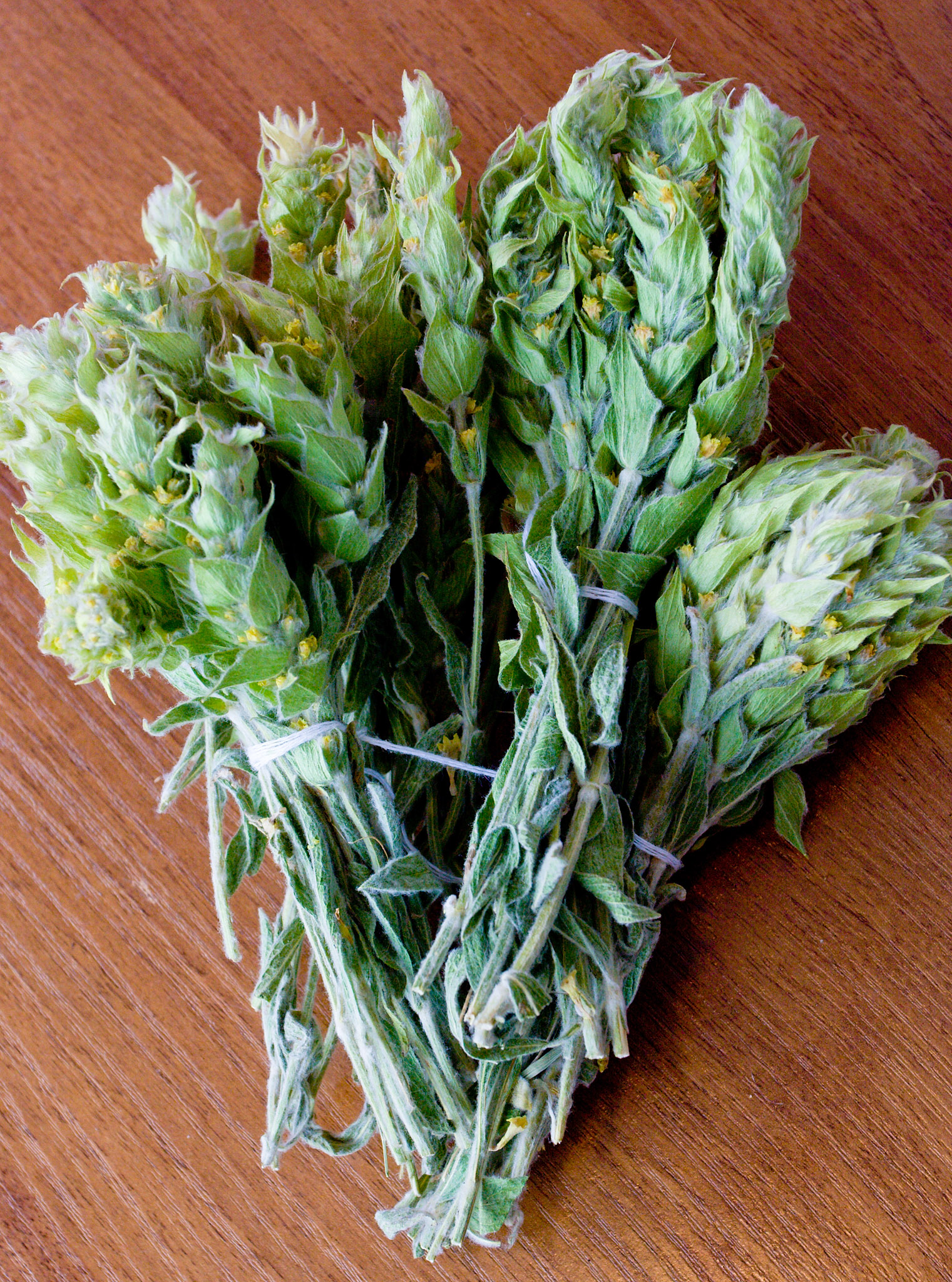
Сушена Sideritis scardica
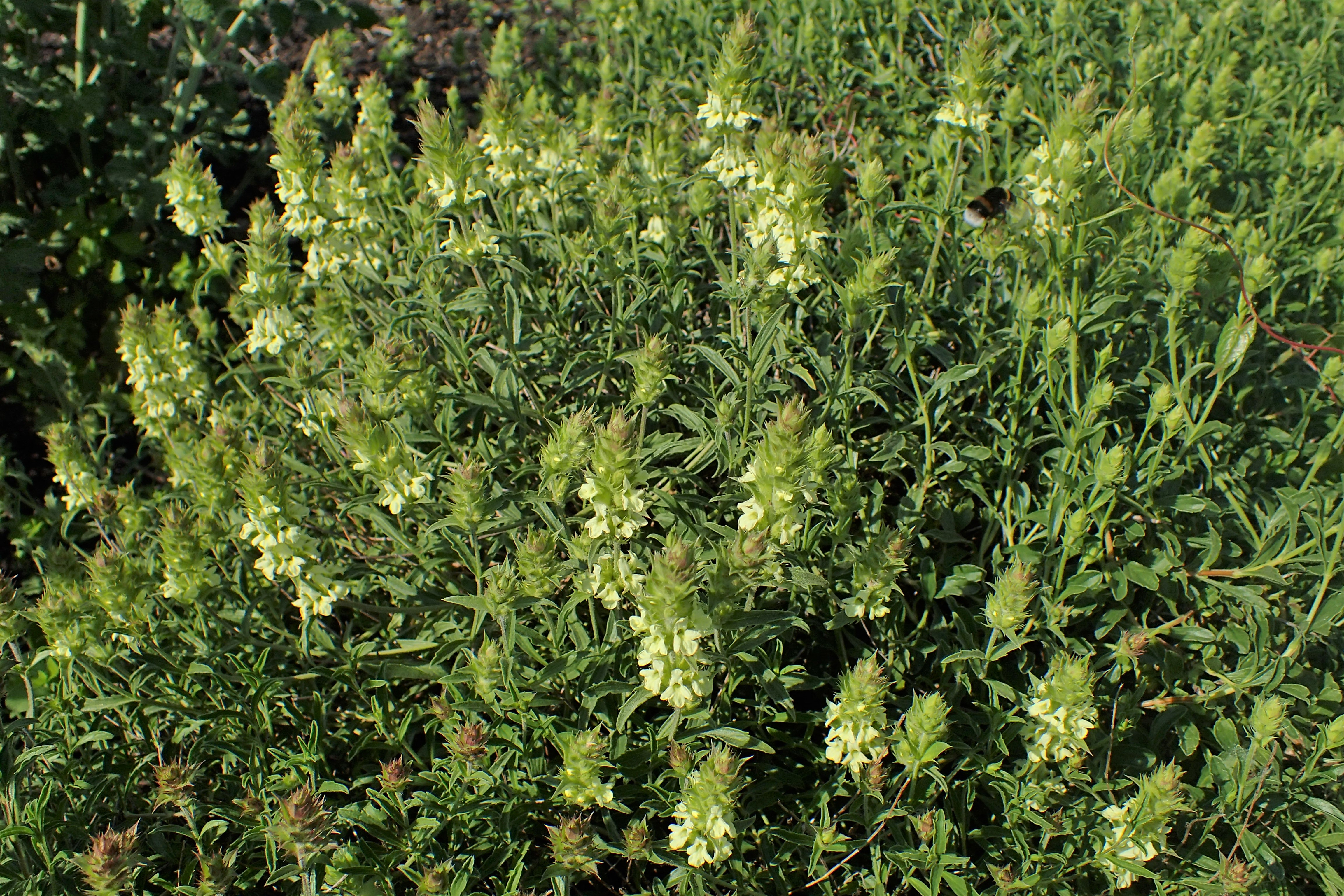
Sideritis hyssopifolia